# Mikołaj Krosnowski
Mikołaj Krosnowski herbu Junosza (ur. ok. 1590 roku, zm. 26 września 1653 roku we Lwowie) – arcybiskup lwowski obrządku łacińskiego od 1645, inflancki od 1643, wendeński od 1641, opat komendatoryjny koronowski, opat czerwiński w latach 1644-1653, sekretarz królewski.
Jako senator wziął udział w sejmach:1646, 1647, 1650 i 1652 (II).

## Życiorys
Studiował w Rzymie, gdzie uzyskał doktorat obojga praw. 24 lutego 1625 przyjął święcenia kapłańskie. Kanonik kujawski, sekretarz królewski.  W 1630 mianowany kanonikiem włocławskim. Z ramienia kapituły włocławskiej był deputatem na Trybunał Koronny w Piotrkowie. W 1631 z Sejmu naznaczony do rewizyi Zamku Szydłowskiego. Władysław IV Waza mianował go biskupem wendeńskim, prowizję papieską uzyskał 27 listopada 1641. 12 czerwca 1645 papież zatwierdził jego nominację królewską na arcybiskupstwo lwowskie. Po wybuchu powstania Chmielnickiego wobec zagrożenia ze strony kozaków opuścił swoją archidiecezję i zamieszkał w Czerwińsku. W 1649 podjął starania o beatyfikację Jana z Dukli, którego wstawiennictwu przypisywano ocalenie Lwowa przed wojskami kozackimi.
Był pochowany w kaplice Buczackich (opatrzył funduszem 10 000 złp.) archikatedry lwowskiej.